# Гатти, Гарольд
Гарольд Гатти (англ. Harold Charles Gatty; 1903—1957) — австралийский летчик (штурман), пионер авиации; Чарльз Линдберг назвал его «Принц навигации». В 1931 году вместе с пилотом Уайли Постом установили рекорд кругосветного авиаперелёта, преодолев расстояние до 15 747 миль (24 903 км) на самолёте «Винни Мэй» (англ. Winnie Mae) компании Lockheed Vega за 8 дней 15 часов и 51 минуту.

## Биография
Родился 5 января 1903 года в городе Кэмпбелл-Таун на острове Тасмания.
Свою карьеру штурмана начал в 1917 году, в возрасте 14 лет, когда стал мичманом в Австралийском королевском военно-морском колледже (англ.  Royal Australian Naval College). После Первой мировой войны работал на кораблях австралийского торгового флота, где изучал навигацию по звёздам, находясь в ночных дозорах. Став экспертом навигации, служил на многих судах ВМФ, в том числе и парусных, курсировавших между Австралией и США (в Калифорнию). После службы в ВМФ работал в Австралии в бухте Порт-Джэксон, занимаясь подготовкой судов, стоящих там на якоре. В 1927 году Гатти переехал в Калифорнию. Здесь открыл штурманскую школу, обучая морской навигации яхтсменов. В 1928 году его внимание обратилось к аэронавигации.
В 1929 году Гарольд Гатти совершил на самолёте компании Lockheed Vega перелет из Лос-Анджелеса в Нью-Йорк для компании Nevada Airlines, желая продемонстрировать возможности для обслуживания пассажиров. Для полёта с четырьмя остановками потребовалось 19 часов и 53 минуты, что стало рекордом скорости для трансконтинентальных перелётов на коммерческом самолёте.
В 1930 году он подготовил навигационные карты и проложил маршрут для Энн Линдберг, жены Чарльза Линдберга, которая была учеником Гатти. Энн Линдберг была штурманом мужа в рекордном международном перелёте, занявшем 14 часов и 45 минут. 11 июля 1930 года Гатти вместе с Гарольдом Бромби (англ. Harold Bromby) на самолёте «City of Tacoma» пытались перелететь из Токио в Такому. Им предстояло преодолеть 4000 километров, однако из-за плохих погодных условий лётчикам пришлось вернуться назад.
На следующий год пилот Уайли Пост попросил Гатти сопровождать его в попытке побить мировой рекорд в кругосветном перелёте вокруг Земли, который был установлен на дирижабле «Граф Цеппелин» и составлял 21 день. Кругосветное путешествие началось 23 июня 1931 года с аэродрома Roosevelt Field в Нью-Йорке. Перелёт по маршруту Нью-Йорк — Берлин — Москва — Иркутск — Хабаровск — Ном — Кливленд — Нью-Йорк составил рекордные 8 дней 15 часов и 51 минуту. По ходу перелёта экипаж пересек Атлантический океан за рекордное время — 16 часов и 17 минут. Ещё через год после этого перелёта, американский Конгресс одобрил законопроект, позволяющий награждать гражданских лиц Крестом лётных заслуг, которым и были награждены Гарольд Гатти и Уайли Пост лично президентом Гербертом Гувером. Ему предложили принять американское гражданство и занять вновь созданную должность старшего инженера аэронавигации United States Army Air Corps. Гарольд Гатти выразил желание остаться австралийцем и Конгресс одобрил законопроект, позволяющий иностранным гражданам занимать этот пост.
Затем Гатти решил заняться авиационным бизнесом, создав совместно с Donald Douglas компанию South Seasи, осуществляющую авиаперевозки на острова южной части Тихого океана. Однако в скором времени компания была продана Pan American World Airways.
Во время Второй мировой войны ему было присвоено капитана Королевских австралийских ВВС (RAAF) и он работал в Американских ВВС в южной части Тихого океана. Позже он был назначен директором воздушного транспорта союзных войск, базирующихся в Австралии под руководством генерала Дугласа Макартура. В 1943 году он работал в Вашингтоне, округ Колумбия, над разработкой комплекта выживания для пилотов, летающих над Тихим океаном.
После окончания войны со своей второй женой голландского происхождения он переехал на Фиджи. Здесь он в 1947 году организовал авиакомпанию Fiji Airways, которая позже стала называться Air Pacific, но в 2013 году снова была переименована в Fiji Airways.
В 1957 году Гарольд Гатти перенёс инсульт и умер 30 августа 1957 года. Был похоронен на Фиджи.

## Память
- В Кэмпбелл-Тауне в честь Гарольда Гатти создан мемориал.[3]